# Золотой век радио

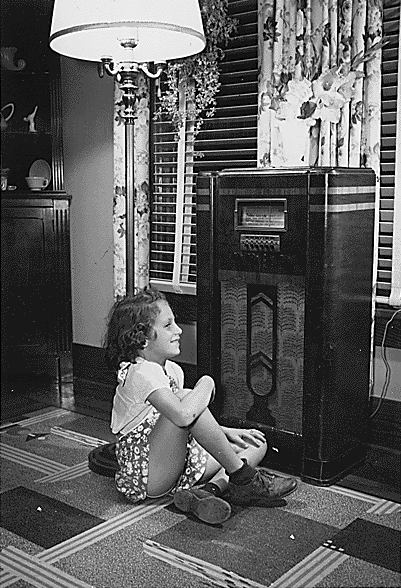
Девочка слушает радио во времена Великой депрессии

Золотой век радио (англ. Golden Age of Radio), эра старого радио (англ. old-time radio, сокращённо OTR) — эпоха радио в США, когда оно было доминирующим электронным средством развлечения. Началась с появления коммерческого радиовещания в начале 1920-х годов и завершилась в 1950-х годах, когда телевидение вытеснило радио в качестве средства показа сценарных, развлекательных и драматических программ.
Радио стало первым вещательным медиа: в то время люди регулярно слушали любимые радиопрограммы, а по вечерам семьи вместе слушали домашний приёмник. Согласно исследованию C. E. Hooper 1947 года, 82 из 100 американцев были радиослушателями. Возникли новые форматы, которые позже перекочевали и на телевидение: радиопостановки, детективные сериалы, мыльные оперы, викторины, шоу талантов, дневные и вечерние развлекательные программы, комедии положений, спортивные трансляции, детские шоу, кулинарные шоу и многое другое.
В 1950-х годах телевидение вытеснило радио как наиболее популярное средство вещания, из-за чего программирование коммерческого радио перешло к более узким форматам: новости, обсуждение, спорт и музыка. Отличные форматы представлены поддерживаемым собственным слушателем общественным радио, религиозными радиостанциями и станциями колледжей.

## Истоки

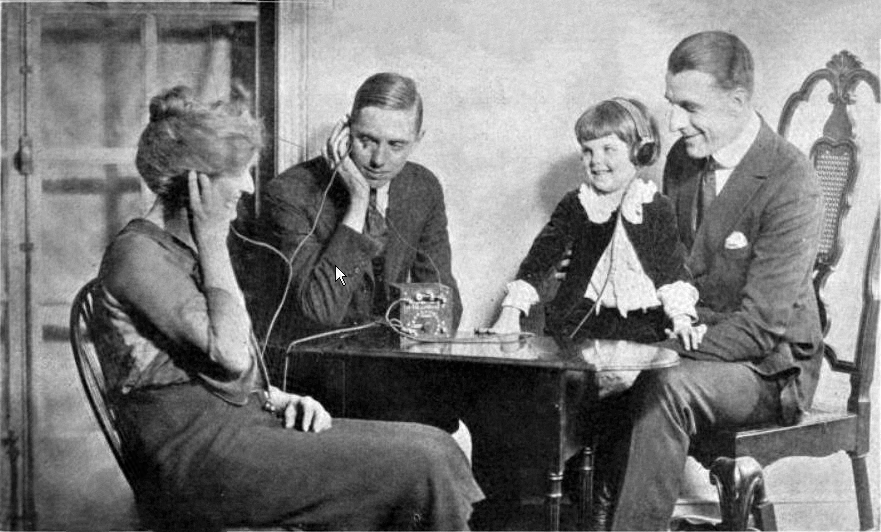
Семья слушает первые радиотрансляции через кристаллическое радио в 1920 году. Прибор, являвшийся наследием довещательной эпохи, не мог использовать громкоговоритель, из-за чего слушатель должен был использовать наушники.

В течение первых трёх десятилетий истории радио с 1887 по 1920 гг., технология передачи звука не была развита, хотя информационная способность радиоволн была аналогичной телеграфу. В то время радиосвязь была радиотелеграфией: на передающей стороне оператор нажимал на переключатель, заставлявший радиопередатчик генерировать серию импульсов радиоволн, которые преобразовывались в текст через их расшифровку с помощью азбуки Морзе. Этот тип радио использовался только для передачи текстовых сообщений в коммерческой, дипломатической и военной службе, а также любителями.
Характерная для золотого века радио трансляция в прямом эфире драм, комедий, музыки и новостей впервые состоялась в 1890 г. в Париже с помощью театрофона. Данная технология стала доступной с конца 1932 г., и позволяла слушать с помощью телефонных линий новостные выпуски и выступления. Дальнейшее развитие радио устранило потребность в телефонных линиях и абонентской плате. Между 1900 и 1920 гг. была разработана первая технология по передаче звука через радио — амплитудная модуляция, и с 1920 г. началось АМ вещание.
В канун рождества 1906 г. Реджинальд Фессенден транслировал первую радиопостановку, состоявшую из игры на скрипке и чтения Библии. В то время как его роль изобретателя и одного из первых радиоэкспериментаторов не оспаривается, существуют споры вокруг даты этого эфира (по другой версии, он состоялся за несколько недель до праздника).
Только после катастрофы «Титаника» радио как средство массовой коммуникации вошло в моду благодаря радиолюбителям. Радио сыграло важную роль в Первой мировой войне, так как обеспечивало связь с самолётами и кораблями. Это военный конфликт привёл к серьёзному развитию радио: азбука Морзе беспроводного телеграфа была заменена голосовой связью беспроводного телефона благодаря появлению радиолампы и трансивера.
После войны в США появилось множество радиостанций и был задан стандарт для последующих радиопрограмм. 31 августа 1920 г. на станции детройтской 8MK состоялся эфир первой новостной программы, посвящённый итогам местных выборов. В том же году в Питтсбурге запустилась первая коммерческая радиостанция KDKA. В 1922 г. появились первые развлекательные программы, 10 марта журнал Variety на титульной странице поместил заголовок: «Радио охватывает страну: 1 000 000 наборов в использовании». 1 января 1923 г. лос-анджелесская станция KHJ провела трансляцию Роуз Боула, что стало ярчайшим моментом того времени.

## Развитие радиовещания
В ходе данного десятилетия темпы продаж домашних радиоприёмников росли, в 1925 году согласно данным RCA они были в 19,2 % домохозяйств. Триод и регенеративная схема сделали ко второй половине 1920-х годов широко доступными радиоприёмники с усилителями на электронных лампах. Преимущество было очевидным: сразу несколько человек могли слушать радио в своём доме одновременно. В 1930 году 40,3 % национальных домохозяйств имели радио, показатель был гораздо выше в пригородах и крупных мегаполисах. Супергетеродинный радиоприёмник и другие изобретения в последующем десятилетии ещё сильнее улучшили радио; даже в эпоху Великой депрессии 1930-х годов оно оставалось в центре американской жизни. К 1940 году радиоприёмник был у 82,6 % американских домов.
Хотя к середине 20-х годов XX века радио прочно укрепилось в американском обществе, регулирование этой сферы столкнулось с проблемами. До 1926 года мощность радиовещания и использование частот регулировало министерство торговли, которая лишилась своих полномочий из-за судебного иска. В ответ конгресс принял Радио Акт 1927 года, куда входило создание специализированной федеральной комиссии по радио.
Важнейшим решением ФКР стало изданием Общего приказа 40, разделившего вещавшие в AM диапазоне радиостанции на три группы по размеру используемой мощности (местная, региональная и чистый канал), и реорганизовали распределение станций. С 3 часов утра по восточному времени 11 ноября 1928 года большая часть американских радиостанций получили новые частоты вещания.
Финальным элементом для окончательного появления золотого века радио стало распространение: способность нескольких радиостанция одновременно транслировать один и тот же контент, что было решено через концепцию радиосети. Самые ранние программы в 1920-х годах в основном не имели спонсоров — радиостанции считались услугой, способствовавшей продажам радиоприёмников. В начале 1922 года AT&T объявило о начале поддерживаемого рекламодателями вещания на своих радиостанциях и планах по созданию первой радиосети с передачей контента через телефонные линии. В июле 1926 года компания внезапно решила выйти из этой сферы и продала данное подразделение группе инвесторов во главе с Radio Corporation of America (RCA), превратившей её в National Broadcasting Company. К 1934 году оформилась большая четвёрка радиосетей, состоящая из:
- National Broadcasting Company Red Network (NBC Red) — появилась в сентябре 1926 года. С конца года называлась National Broadcasting Company, под давлением антитрестовского законодательства в итоге была разделена на NBC Red и NBC Blue. Когда в NBC Blue в 1942 году была продана и переименована в Blue Network, NBC Red вернулась к своему исходному названию.
- National Broadcasting Company Blue Network (NBC Blue) — появилась 10 января 1927 года, split from NBC Red. После продажи в 1942 году стала называться Blue Network, а 15 июня 1945 года на её месте была создана American Broadcasting Company (в дальнейшем известная как ABC Radio Network (ABC)).[16]
- Columbia Broadcasting System (CBS) — была создана в сентябре 1927 года, стала заметным игроком в годы президентства Уильяма Пейли[17].
- Mutual Broadcasting System (Mutual) — запущена в 1934 году как кооперативная собственность нескольких флагманских радиостанций.

## Радиопрограммы
До конца 1940-х годов сетям запрещали транслировать заранее записанные программы из-за низкого качества тогда единственного средства записи — фонографических дисков. По этой причине они были вынуждены дважды транслировать свои шоу в прайм-тайме для восточного и западного побережья США, а также искать новые форматы развлечений для заполнения программной сетки.
Существовали следующие форматы:

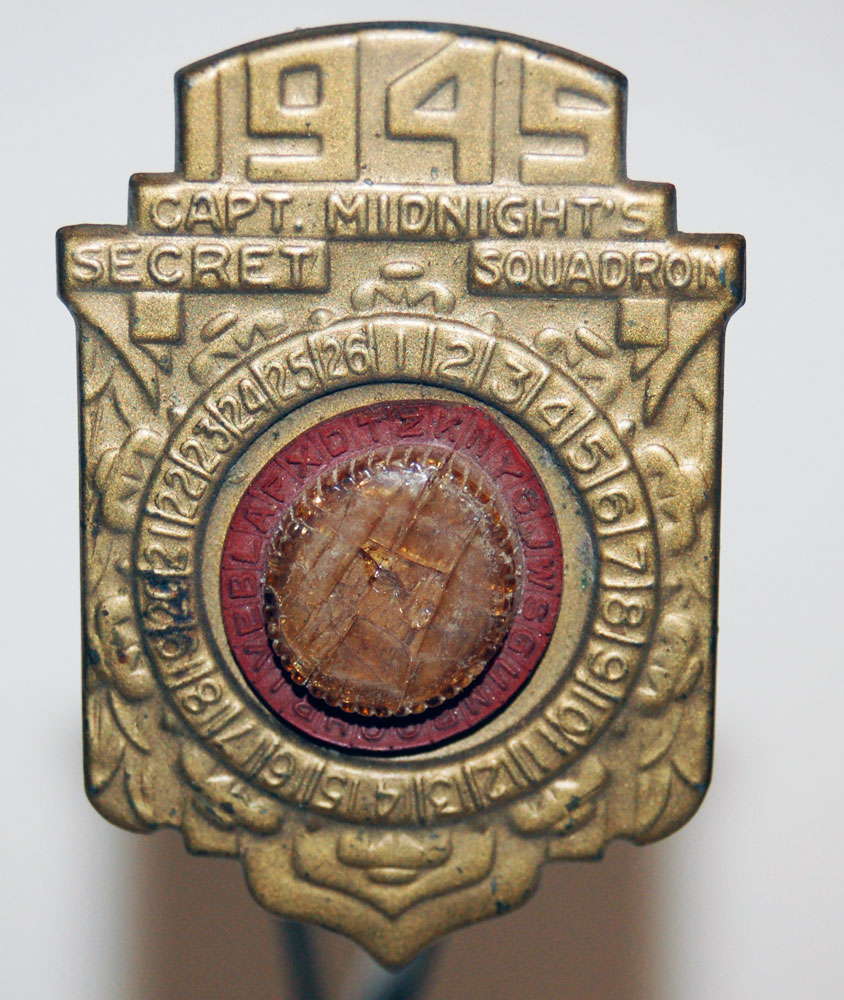
Сувенир от программы «Капитан Полночь» в виде декодера (1945 год).

- Новости. Именно в тот период был сформирован новостной стандарт радио: краткая сводка новостей, дистанционный репортаж, опрос прохожих, панельные дискуссии, прогнозы погоды.
- Музыкальные программы. Наибольшей популярностью пользовался формат спонсируемой программы, что в начале выражалось в названии программ (The A&P Gypsies, Champion Spark Plug Hour, The Clicquot Club Eskimos, King Biscuit Time). В то же время рекламные ролики использовались относительно редко из-за навязчивости.
- Комедии. Радио годами активно привлекало самых талантливых юмористов из водевилей и Голливуда. Отдельные программы были основаны на комиксах.
- Мыльные оперы. Первым представителем жанра дневного сериала считаются Нарисованные сны[18][19], начавшие выходить 20 октября 1930 года на чикагской WGN.[19] Первым дневным сериалом от радиосети стал Клара, Лу и Эм, дебютировавший 15 февраля 1932 года.
- Детские программы. Выходили во второй половине дня, по договору со спонсорами данные программы часто продавали сувенирную продукцию.
- Радиопьесы. Выходили в специальных программах вроде 26 по Корвину, NBC Short Story, Пьесы Арка Оболера, Тише, пожалуйста, CBS Radio Workshop и Театр Меркури в эфире и Театр Кэмпбелла. Также существовали адаптации голливудских фильмов с их актёрским составом, выходившие в программах Радиотеатр Люкс и Театр киногильдии.
- Игровое шоу. Родственник нынешних телешоу, в эфире которого дарились спонсорские товары игрокам в студии и позвонившим в эфир, сумевшим дать правильный ответ на основе прослушивания эфира программы. В августе 1949 года федеральная комиссия по связи пыталась запретить данный вид программ как незаконные лотереи .[20]

## История профессиональной радиозаписи в США

### Радиостанции
Несмотря на существовавший до конца 1940-х годов запрет на использование радиосетями записей эфира, для архива и спонсоров использовались «справочные записи» на фонографических дисках. С появлением после Второй мировой войны высококачественной магнитной проволоки и магнитофонной записи сети могли более активно транслировать заранее записанные эфиры.
В то же время местные станции изначально не имели подобных ограничений, свободно используя предварительно записанные собственные и синдицированные эфиры (в последнем случае использовались прессованные диски с транскрипцией).
Большая часть записей радиоэфиров велась в студиях или зданиях радиосетей и их филиалов.

### Armed Forces Radio Service

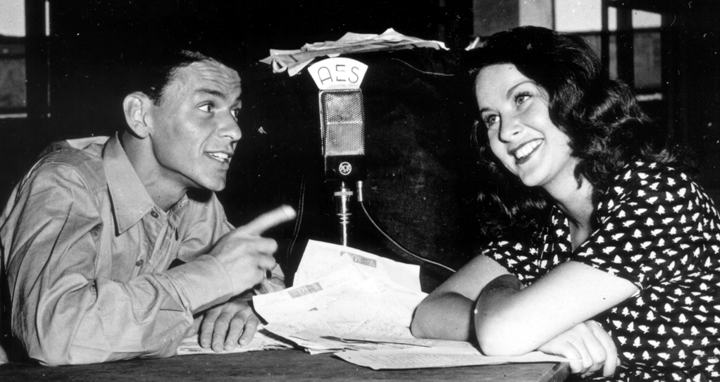
Фрэнк Синатра и Алида Валли в эфире Armed Forces Radio Service в годы второй мировой войны.

Была создана военная служба радио Armed Forces Radio Service (AFRS) с целью повысить боевой дух солдат. Первым шагов стала трансляция на коротких волнах информационных и образовательных программ, через год началась раздача солдатам «Комплектов друзей» (Buddy kits, B-Kits) в лице радиоприёмника, пластинок формата 78 оборотов в минуту и дисков электрической транскрипции с записями радиопрограмм.
После вступления США во Вторую мировую войну это ведомство начало выпускать собственные программы, первой из которых стал начавший транслироваться 1 марта 1942 года радиосериал Командное исполнение. 26 мая 1942 года была официально создана Armed Forces Radio Service, чья программная сетка состояла только из программ радиосетей без рекламы. Вскоре начался выход оригинальных программ вроде Mail Call, G.I. Journal, Jubilee и GI Jive. К 1945 году служба производила 20 часов оригинального контента каждую неделю.
С 1943 по 1949 год AFRS также транслировала созданные совместно с Отделом по координации межамериканских отношений и Си-би-эс программы в рамках поддержки инициатив культурной дипломатии и политики добрососедства. Среди наиболее известных программ была Viva America, в эфире которой американских военнослужащим транслировали выступления музыкантов Северной и Южной Америки После войны AFRS продолжала вещать для американских войск в Европе, в настоящее время служба является составной частью American Forces Network.
Все программы AFRS в эпоху золотого века радио обычно записывались на диски с электрической транскрипцией, чьи виниловые копии затем отправлялись на зарубежные станции. Жители США крайне редко могли ознакомиться с эфирами AFRS, хотя с 1950-х годов некоторые программы транслировались на отдельных местных радиостанциях.

### Домашняя радиозапись
Начиная с 1930-х годов в США существовали примеры успешной записи радиоэфиров. Большинство устройств могло записывать по четыре минуты эфира на каждой их двух сторон двенадцати дюймовой пластинке со скоростью 78 об/мин, основная часть записей была сделана на ещё меньших десятидюймовых пластинках. Отдельные приспособления позволяли записать в два раза больший объём на пластинках со скоростью 33⅓ об/мин, но при этом снижалось качество записи. В то время домашние записи не были особенно распространены из-за дороговизны оборудования и ограниченности аудионосителей.
В 1947 году появилась возможность записывать звук на магнитную проволоку, и часовой эфир мог поместиться на небольшой катушке. Но по факту домашняя запись радиопрограмм стала доступной и популярной лишь с появлением в начале 1950-х годов катушечных магнитофонов.

## Доступность записей
Большая часть радиозаписей эпохи до начала Второй мировой войны считается утерянной. Многие эфиры просто не записывались; несколько записей было сделано до начала 1930-х годов. Однако существенной части синдицированных программ удалось сохраниться, ибо копии их записей были распространены по всей стране. Записи прямых эфиров радиосетей во времена войны сохранились в виде прессованных виниловых копий, выпущенных сетью вооружённых сил США (AFRS). Сети начали предварительно записывать живые выступления на магнитную ленту для последующей трансляции в радиоэфире, но физически не распространяли копии, а саму ленту можно было легко стереть и использовать повторно (в то время повторная трансляция и перепродажа подобного вида программ считалась бесперспективной. Тем самым были утрачены менее известные или краткосрочные сериалы, от которых могло остаться несколько эфирных эпизодов. Также существует проблема низкого качества записей, проявлявшаяся и при их копировании любителями и коллекционерами.

### Авторские права
В отличие от фильмов, телевизионных программ и бумажных носителей того времени, статус копирайта для большей части аудиозаписей нечётким. Это объясняется делегированием США в 1972 году отдельным штатам права решать вопрос по авторскому праву, многие из которых выбрали более щедрое для создателей авторское право на основе общего права. Согласно принятому в сентябре 2018 года закону о модернизации музыки, любая звукозапись 95-летней давности и старше переходит в общественное достояние несмотря на законодательство штата. Единственным исключением являются оригинальные произведения AFRS, считающиеся произведением правительства США (то есть не подпадают под регулирующие вопросы авторского права федеральные и региональные законы); эти программы являются общественным достоянием (что не относится к распространяемым AFRS программам, созданных коммерческими сетями).
На практике большая часть записей века старого радио рассматриваются как бесхозные произведения: хотя на программу ещё могут существовать авторские права, они редко соблюдаются. Авторское право на отдельную аудиозапись отличаются от федерального закона об авторском праве на исходный материал (опубликованный сценарий, музыка или оригинальный фильм и телевизионный материал), очень часто невозможно установить время и дату создания оригинальной записи, а также степень защиты авторских прав на неё в данном штате. Бюро авторского права США указывало на существование в штатах различных правовых режимов на звуковые записи, созданные до 1972 года, при этом не вполне ясны степень защиты, исключения и ограничения. Так, в штате Нью-Йорк касательно авторского права на основе общего существуют противоречащие друг другу судебные постановления (по делу 2016 года Flo & Eddie, Inc. v. Sirius XM Radio было объявлено, что в штате нет копирайта на публичное исполнение). Ситуация ещё более усложняется существование примеров в прецедентном праве, по которым радиопередачи и их точное воспроизведение не подпадает под авторское право из-за свободного распространения через радиоэфир. Internet Archive и другие организации распространяют аудиозаписи со статусом общественного достояния и открытого исходного кода, под которые подпадают многие эфиры золотого века радио.